# Fasiąg

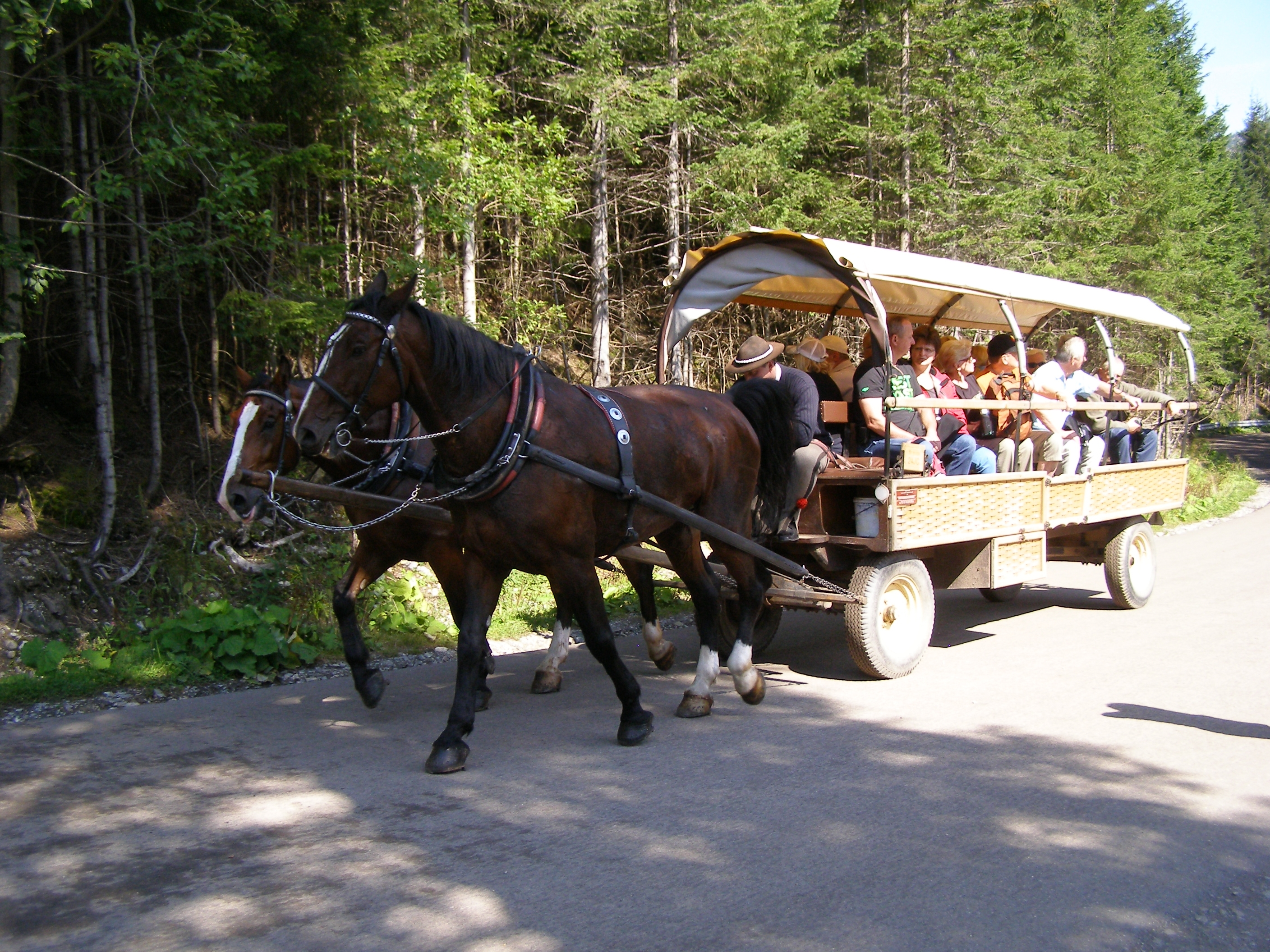
Fasiąg w Tatrzańskim Parku Narodowym.

Fasiąg – czterokołowy pojazd konny używany głównie na Podhalu do przewożenia turystów. Nazwa pochodzi z gwary góralskiej, w której tym mianem określa się wóz góralski. „Fasiąg” jest gwarową, góralską odmianą wyrazu „Wasąg”.
Komercyjne zastosowanie pojazdu jako środka transportu zbiorowego w górskie okolice rozpoczęło się już w połowie XIX wieku, kiedy to górale zaczęli przewozić nimi "ponów" z Krakowa pod Giewont. Taka podróż zajmowała wówczas dwa, trzy dni. Po otwarciu linii kolejowej do Chabówki, w 1884 r., podróż konnym zaprzęgiem skróciła się do jednego dnia, gdyż od tego momentu letnicy zwykle przesiadali się na fasiąg dopiero w Chabówce. Kres podróżom konnymi zaprzęgami pod Tatry przyniosło przedłużenie linii kolejowej z Chabówki do Zakopanego w 1899 r. Od tej pory pojazdy służą głównie do wożenia turystów na miejscowych trasach.
Fasiągi dziś znane są głównie jako pojazdy, którymi fiakrzy wożą turystów na terenie Tatrzańskiego Parku Narodowego drogą Oswalda Balzera na odcinku Palenica Białczańska – Włosienica. Dawniej fiakrzy zgodnie z przepisami mogli wieźć na fasiągu 30 osób, potem tę liczbę zmniejszono do 24. Po upadku konia ciągnącego wóz w dniu 14 lipca 2009 r. wprowadzono regulaminowy limit 15 osób, a w roku 2014 limit zmniejszono do 12 osób.